# Терен-7
«Терен-7» — светошумовая ручная граната украинского производства.

## История
Разработка светошумовых гранат для специальных подразделений и внутренних войск МВД Украины киевским научно-производственным предприятием «Эколог» началась в начале 2000-х годов, в августе 2002 года были представлены первые демонстрационные образцы гранат «Терен-7» и «Терен-7М», в 2003 году они уже производились серийно.
10 июня 2004 года была подана заявка на получение патента на конструкцию светошумовой гранаты «Терен-7Э» (вместо механического запала оснащённой электрическим детонатором) и 15 марта 2005 года патент был зарегистрирован.
В 2013 году стоимость одной гранаты «Терен-7» для внутренних войск МВД Украины составляла 172 гривны, в декабре 2014 года — от 324 до 360 гривен.

## Описание
Ручная граната «Терен-7» состоит из цилиндрического корпуса высотой 135—140 мм и диаметром 60-65 мм, в верхнюю часть которого ввинчен механический запал, остальной объём корпуса заполнен пиротехнической смесью.
Время горения запала составляет две секунды, после чего граната срабатывает с яркой вспышкой и звуком (165±10 дБ), оказывая дезориентирующее и деморализующее воздействие.
Температурный диапазон применения гранаты составляет от −25 до +40 °C. Гарантированный изготовителем срок хранения гранат «Терен-7» составляет 3 года (при соблюдении правил транспортирования, хранения и применения), гранаты с просроченным сроком годности подлежат уничтожению.

## Варианты и модификации
Гранаты «Терен-7» выпускаются в четырёх модификациях, которые имеют одинаковую конструкцию и отличаются материалом корпуса.
- «Терен-7» — вариант с герметичным корпусом из пластмассы[1], масса гранаты составляет 158±15 грамм[2]
- «Терен-7М» — вариант с перфорированным стальным корпусом многократного использования[1], масса гранаты 680±50 грамм
- «Терен-7Э» — вариант «Терен-7» с электрическим детонатором[4], масса гранаты 140—155 грамм
- «Терен-7ЭМ» — вариант «Терен-7М» с электрическим детонатором[7], масса гранаты 650—680 грамм

## Страны-эксплуатанты
- Украина — гранаты поступали на вооружение спецподразделений[8] и внутренних войск МВД Украины[5], после реорганизации которых в 2014—2015 гг. остались на вооружении Национальной полиции и Национальной гвардии МВД Украины[6]